# 翁霍什季

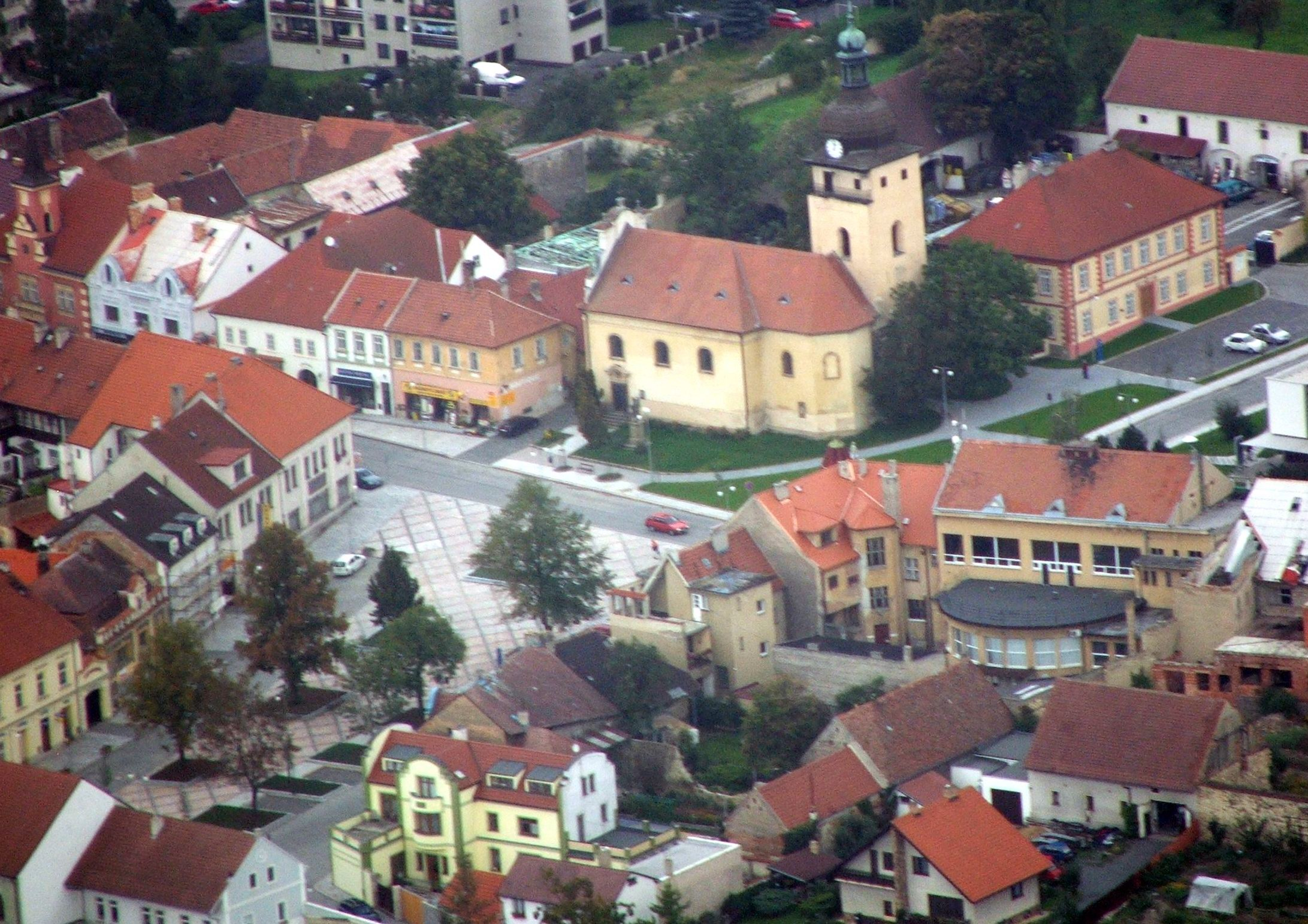

翁霍什季是捷克的城鎮，位於該國西部，距離首都布拉格21公里，由中波希米亞州負責管轄，面積17.4平方公里，海拔高度387米，2011年人口3,922。

## 外部連結
- Municipal website